# Puls (band)
 Der er for få eller ingen kildehenvisninger i denne artikel, hvilket er et problem. Du kan hjælpe ved at angive troværdige kilder til de påstande, som fremføres i artiklen.

 For alternative betydninger, se Puls (flertydig). (Se også artikler, som begynder med Puls)
PULS var en dansk popgruppe der bestod af Micky Skeel Hansen og Niel Kristian Baarsby, og produceren og sangskriveren i bandet; Jacob Simonsen. Puls' startede op med eget pladeselskab ved navnet Blue Sky Music, men blev senere en del af pladeselskabet Universal Music.
De fik deres store gennembrud for singlen Dope, hvor Ole Henriksen også medvirkede. Singlen opnåede hurtigt guld certificering for streaming.
De besluttede ved udgangen af 2013 at gå hver til sit. Dog arbejder Niel og Jacob stadig sammen.

## Diskografi
CD/EP
| Titel     | Format | Udgivelsesdato | Label           | Certificering |
| --------- | ------ | -------------- | --------------- | ------------- |
| Platin EP | EP     | 21/05-2012     | Universal Music |               |
| 1         | CD     | 15/04-2013     | Universal Music |               |

Singler
| Titel                      | Udgivelsesdato | Label                    | Certificering                         | Album             |
| -------------------------- | -------------- | ------------------------ | ------------------------------------- | ----------------- |
| Superstar                  | 17/02-2010     | Apollon Records          |                                       | Ikke album-single |
| Lad Det Slå                | 24/01-2011     | Disco:Wax/Sony Music     |                                       | Ikke album-single |
| Noget Af Det               | 15/08-2011     | Disco:Wax/Sony Music     |                                       | Ikke album-single |
| Dope [feat. Ole Henriksen] | 06/11-2011     | Blue Sky Music           | 2x Platin (Streaming) Guld (Download) | Platin EP         |
| Let It Go                  | 06/02-2012     | Black Pelican/Sony Music |                                       | Ikke album-single |
| Hvis Du Går                | 20/02-2012     | Universal Music          | Guld (Streaming)                      | Platin EP         |
| Ingen Som Du               | 07/05-2012     | Universal Music          | Platin (Streaming)                    | Platin EP         |
| Platin                     | 15/08-2012     | Universal Music          |                                       | Platin EP         |
| Ild I Mit Liv              | 28/01-2013     | Universal Music          | Guld (Streaming)                      | 1                 |
| Mine Øjne                  | 15/04-2013     | Universal Music          |                                       | 1                 |

Andre udgivelser
- Club Certified [Kylan mash feat. Akon, Glasses & Puls]
- Kom Tilbage Nu [Haider feat. Puls]
- Noget Af Det pt. 2 [feat. Joey Moe]
- Dope REMIXES
- Platin [Darwich Remix]